# Музей русинської культури в Пряшеві
Музей русинської культури в Пряшеві —  краєзнавчий музей, присвячений культурі та історії русинів. Знаходиться у м. Пряшів у Словаччині, діє в рамках Словацького Народного Музею під егідою Міністерства культури Словацької республіки. Музей був заснований у грудні 2006 р. З 1 червня 2012 музей отримав нове приміщення на вул. Масариковій 20 у Пряшеві.

### Словацькою мовою
- Офіціальна вебсторінка музею (слов.) [Архівовано 31 жовтня 2019 у Wayback Machine.]

### Пряшівським діалектом
- Музей Русиньской Культуры в Пряшові на порталі Лем.фм [Архівовано 7 серпня 2020 у Wayback Machine.]
- Музей Русиньской Культуры в Пряшові Релація о музеї на радію Лем.фм 1[недоступне посилання]
- Музей Русиньской Культуры в Пряшові Релація о музеї на радію Лем.фм 2 [Архівовано 13 квітня 2018 у Wayback Machine.]